# José Enrique Crousillat
José Enrique Crousillat López Torres (Pimentel, Chiclayo, 3 de diciembre de 1932-Lima, 21 de febrero de 2021) fue un productor de televisión y empresario peruano. En el 2005 recibió una condena de ocho años de prisión por el delito de corrupción, peculado y asociación ilícita, por la venta de la línea editorial de América Televisión al gobierno fujimorista.

## Biografía
Hijo de José Alejandro Crousillat Cabrejos y Graciela Natalia López Torres Pardo. Nieto del francés François Joseph José Crousillat Espenon.
En 1970 migra a Venezuela y produce la telenovela Esmeralda protagonizada por Lupita Ferrer y José Bardina con libreto de Delia Fiallo y dirección de Grazio D'Angelo. Fue la primera telenovela de Venevisión en ser distribuida y vendida a otros países. En 1981 fundó Capitalvision International Corporation, empresa con la cual produjo exitosas novelas para la cadena de televisión estadounidense Telemundo en la década de 1990; sin embargo, la empresa cesó sus actividadades en 1994 para unirse con Televisa.
En 1983, con la empresa Crustel S.A realizó varias telenovelas en Argentina: Cara a cara en 1983, Yolanda Lujan en 1984. En 1985, realiza Maria de Nadie. En 1986, vuelve a convocar a Verónica Castro para Amor Prohibido. Ese mismo año, también produce en Argentina Tu mundo y el mio con Nohely Arteaga. En 1987, con Crustel realiza Estrellita mía de Delia Fiallo con protagónico de Andrea Del Boca. En 1988, produce Mi nombre es Coraje con Andrés García, Salvador Pineda y Rubén Ballester.
En 1994, se convirtió en administrador de América Televisión, sin embargo, con el descubrimiento de los sobornos que Crousillat recibió por parte del gobierno, la administración del canal pasó a manos de sus acreedores y posteriormente, fue comprado por Plural TV, empresa conjunta entre El Comercio y La República. En 1997 lanzó su estudio «Delia Fiallo», dedicada a la guionista cubana y autora de algunas de sus producciones.
En 1999 produjo junto al director Francisco Lombardi la película Pantaleón y las visitadoras, basada en el libro homónimo, escrito por Mario Vargas Llosa. En ese mismo año, Crousillat asumió la presidencia de la Asociación de Radio y Televisión del Perú hasta 2001.
A inicios del año 2001 se le dictó orden de captura a Crousillat, luego que un "vladivideo" lo mostrara recibiendo 1 857 000 soles de Vladimiro Montesinos en una de la oficinas del Servicio de Inteligencia Nacional. Tras ello, el empresario televisivo traspasó sus acciones de América Televisión a sus hijas, antes de pasar a la clandestinidad con su hijo, José Francisco.
Estuvo casado con María Luisa Carreño, con quien tuvo seis hijos: María Soledad, José Francisco, Frances, Jimena, Malú y Karen; quienes también se han dedicado a la producción de televisión.

### Sentencia
Con el fin del gobierno de Alberto Fujimori, se encontraron diversos vladivideos, en los cuales se pudo comprobar que Crousillat López Torres recibió cuantiosas sumas de dinero de Vladimiro Montesinos por cambiar la línea editorial de América Televisión para apoyar la reelección de Fujimori. Con ello, se lo acusó por recibir dinero ilícito del Estado y se dictó una orden de detención contra él y su hijo, José Francisco Crousillat Carreño. Los Crousillat salieron del país, y permanecieron en Argentina, en donde se les prohibió salir del país.
Luego de un largo proceso, José Francisco y José Enrique llegaron a Lima extraditados en mayo de 2006, a las semanas siguientes empezó la fase oral del juicio por corrupción de funcionarios, asociación ilícita para delinquir y complicidad en peculado.  José Francisco reconoció los delitos de su padre en ese mes pero no recibió la condición de colaboración eficaz. En agosto del mismo año fue condenado a ocho años de prisión por vender la línea editorial de América Televisión a favor del gobierno de Alberto Fujimori.
En diciembre de 2009, el gobierno indultó a José Enrique Crousillat por razones humanitarias, tras ello, el ex brodcaster inició acciones legales para hacerse de la administración de América Televisión; no obstante, la medida se declaró improcedente.
En marzo de 2010, el entonces presidente Alan García revocó el indulto tras un escándalo por las apariciones públicas de Crousillat en un aparente buen estado de salud. Con ello se lo capturó en enero de 2011 en un edificio en el distrito de Miraflores, tras haber estado prófugo de la justicia peruana. Alan García negó estar comprometido en un red de corrupción que se beneficiaba de indultos a narcotraficantes. Afirmó sentirse "burlado" por el engaño de Crousillat. Sin embargo, las sospechas nunca desaparecerían. 
En febrero de 2014 Crousillat abandonó el penal Castro Castro, tras cumplir la condena de ocho años.
En 2015 se descubrió que el investigado por narcotráfico Gerald Oropeza López estaba viviendo en la lujosa ex mansión de Crousillat en La Planicie, incautada por el Estado.
A la fecha, José Enrique Crousillat aún debe al Estado peruano S/ 79 983 410 de reparación civil. La cifra es casi la misma que adeuda su hijo, José Francisco Crousillat, también condenado por corrupción.
El 21 de febrero del 2021 falleció a los 88 años aparentemente causa de un paro cardiaco.

## Productor
| Año       | Serie/telenovela                   | Cadena                  |
| --------- | ---------------------------------- | ----------------------- |
| 1970-1971 | Esmeralda                          | Venevisión              |
| 1971-1972 | Nino, las cosas simples de la vida | Panamericana Televisión |
| 1973      | Peregrina                          | Venevisión              |
| 1973-1974 | Una muchacha llamada Milagros      | Venevisión              |
| 1974      | La señorita Elena                  | Venevisión              |
| 1975      | Mama                               | Venevisión              |
| 1976      | La Zulianita                       | Venevisión              |
| 1977-1978 | Rafaela                            | Venevisión              |
| 1984      | Yolanda Luján                      | Canal 11 Argentina      |
| 1985-1986 | Lucía Bonelli                      | Canal 11 Argentina      |
| 1985-1986 | María de nadie                     | Canal 11 Argentina      |
| 1986      | Por siempre amigos                 | Canal 11 Argentina      |
| 1986-1987 | Amor prohibido                     | Canal 11 Argentina      |
| 1987      | Estrellita mía                     | Canal 11 Argentina      |
| 1987-1988 | Tu mundo y el mío                  | Canal 11 Argentina      |
| 1988      | Mi nombre es Coraje                | Canal 11 Argentina      |
| 1989-1990 | El magnate                         | Telemundo               |
| 1990-1991 | Manuela                            | Canal 13 Argentina      |
| 1990-1991 | Pobre diabla                       | Canal 13 Argentina      |
| 1991-1992 | Soy Gina                           | Canal 13 Argentina      |
| 1991-1992 | Cadena braga                       | Telemundo               |
| 1992-1992 | Micaela                            | Canal 13 Argentina      |
| 1992-1993 | Marielena                          | Telemundo               |
| 1993-1994 | Guadalupe                          | Telemundo               |
| 1994-1995 | Morelia                            | Televisa                |
| 1997      | Leonela, muriendo de amor          | América Televisión      |
| 1998      | Cosas del amor                     | América Televisión      |
| 1998-1999 | Luz María                          | América Televisión      |
| 1999      | Isabella, mujer enamorada          | América Televisión      |
| 1999-2000 | María Emilia, querida              | América Televisión      |
| 2000      | Pobre diabla                       | América Televisión      |
| 2000-2001 | Milagros                           | América Televisión      |
| 2001      | Soledad                            | América Televisión      |